# Хатлон (футбольний клуб)
Футбольний клуб «Хатлон» (Бохтар) або просто «Хатлон» (тадж. Клуби футболи «Истиқлол» (Қурғонтеппа)) — таджицький професіональний футбольний клуб з міста Бохтар.

## Назви клубу
- 1960—1965: «Вахш» (Курган-Тюбе)
- 1966—1984: «Пахтакор» (Курган-Тюбе)
- 1986—1992: «Вахш» (Курган-Тюбе)
- 1993—1994: «Будівельник» (Курган-Тюбе)
- 1995—1998: «Вахш» (Курган-Тюбе)
- 1999: «Нурі Вахш» (Курган-Тюбе)
- 2000—2018: «Вахш» (Курган-Тюбе)
- 2018—: «Хатлон» (Бохтар)

## Історія

Логотип клубу «Вахш»

ФК «Вахш» утворений в 1960 році. З 1966 по 1984 роки команда виступала під назвою «Пахтакор». «Вахш» вперше став чемпіоном Таджицької РСР в 1961 році. А через чотири роки клуб вперше завоював Кубок Таджицької РСР.
Футболісти з Курган-Тюбе вперше взяли участь в чемпіонаті СРСР в 1966 році. Тоді в Середньо-Азійській зоні класу «Б» грав «Пахтакор». Сезон він закінчив на 16-му місці з 19 команд. З наступного сезону команда покращує свої показники: в 1967 році — 17-е місце (серед 22 команд), в 1968-му — 10-е (з 22), в 1969-му — 6-е (з 24), в 1970 -м — 5-е місце (з 18).
На жаль, подальше просування команди було зупинено черговою реорганізацією радянського футболу в 1971 році. У другій лізі місце «Пахтакору» не знайшлося, і він став виступати в чемпіонаті Таджицької РСР.
У 1978 році «Пахтакор» стає чемпіоном республіки й завойовує путівку до другої ліги. З 1978 по 1984 роки «Пахтакор» грав у другій лізі. І знову команда тільки-тільки почала набувати впевненості, як рішенням Спорткомітету СРСР знімається з розіграшу.
З 1986 року Курган-Тюбе знову був представлений у другій лізі. Захищати честь міста взявся «Вахш» — чемпіон республіки 1985 року. Ця команда теж йде шляхом поступового завоювання позицій. З 16-го місця в 1986 році «Вахш» піднявся до 4-го місця в 1989 році, після чого клуб став виступати в буферній зоні, правда, не як команда, що зайняла четверте місце, а як представник Таджикистану.
Найкращих своїх вихованців «Вахш» в ті часи завжди передавав в головну команду Таджикистану — душанбинський «Памір». Найбільш помітними з них є Мухсин Мухаммадиєв, Хакім Фузайлов, Рустам Забіров, Сергій Мандреко, Алімджон Рафіков, Олександр Азімов, Володимир Долганов та інші.
Гравці «Вахша» в новітній історії клубу — Рахматулло Фузайлов, Рустам Усманов, Олексій Нематов, Далер Тухтасунов, Ахтам Хамрокулов виступали в різних командах Росії, Казахстану, Узбекистану та Білорусі.
З 1992 року «Вахш» виступає в національному чемпіонаті Таджикистану. У тому ж році «Вахш» посів третє місце.
Великого успіху клуб домігся в сезоні 1997 року, завоювавши Кубок незалежного Таджикистану, він отримав право вперше брати участь у престижному міжнародному змаганні на Кубок володарів кубків азійських країн:
- «Вахш» — «Кайрат» (Алмати, Казахстан) — 2:1.
- «Кайрат» (Алмати, Казахстан) — «Вахш» — 3:0.

У тому ж 1997-му році «Вахш» став чемпіоном Таджикистану. Нападник команди Рустам Усманов, забивши 21 м'яч, став найкращим бомбардиром чемпіонату країни.
У 1998 році «Вахш» в 1/16 фіналу Кубка чемпіонів Азії зустрівся з чемпіоном Туркменістану командою «Копетдаг» (Ашхабад). Ось їх результати:
- «Копетдаг» — «Вахш» — 5:0
- «Вахш» — «Копетдаг» — 0:1

У 2002 році «Вахш» грав у фіналі Кубка Таджикистану, а у 2003-му став володарем національного Кубка республіки.
У 2004 році «Вахш» посів друге місце і був нагороджений срібними медалями чемпіонату Таджикистану.
У 2005 році «Вахш» вийшов у фінал Кубка країни, поступившись у вирішальному матчі турсунзадевскому «Регар» в серії пенальті. У тому ж сезоні кургантюбінский клуб завоював золоті медалі чемпіонату Таджикистану, а 17-річний форвард команди Ахтам Хамрокулов, забивши 12 м'ячів, став найкращим бомбардиром першості.
Свого найвищого успіху на міжнародній арені «Вахш» домігся в сезоні 2006 року. У Кубку президента Азійської футбольної Конфедерації команда дійшла до фіналу, де поступилася чемпіону Киргизстану клубу «Дордой-Динамо» в додатковий час — 1:2.
У 2006 і 2007 роках флагман Хатлонську футболу — «Вахш» посідав треті місця і ставав бронзовим призером чемпіонатів Таджикистану.
У 2009 році «Вахш» втретє у своїй історії став чемпіоном країни незалежного Таджикистану.
У березні 2010 року кургантюбінская команда поповнила свою колекцію трофеїв, ставши володарем Кубка Рустама Долтабаева.

## Досягнення
- Чемпіонат Таджицької РСР з футболу
  -  Чемпіон (3) : 1961, 1978, 1985

- Кубок Таджицької РСР з футболу
  -  Володар (1): 1965

- Чемпіонат Таджикистану
  -  Чемпіон (3): 1997, 2005, 2009
  -  Срібний призер (1): 2004
  -  Бронзовий призер (4): 1992, 2006, 2007, 2010

- Кубок Таджикистану
  -  Володар (2): 1997, 2003
  -  Фіналіст (3): 2002, 2005, 2020

- Кубок президента АФК
  -  Фіналіст (1): 2005

## Статистика виступів у національних турнірах
| Сезон | Ліга | Ліга  | Ліга | Ліга | Ліга | Ліга | Ліга | Ліга | Ліга | Кубок Таджикистану | Бомбардир                      | Бомбардир | Тренер |
| Сезон | Див. | Міс.  | Іг.  | В    | Н    | П    | ЗМ   | ПМ   | О    | Кубок Таджикистану | Ім'я                           | В лізі    | Тренер |
| ----- | ---- | ----- | ---- | ---- | ---- | ---- | ---- | ---- | ---- | ------------------ | ------------------------------ | --------- | ------ |
| 1992  | 1-ий | 3-ій  | 20   | 11   | 2    | 7    | 36   | 23   | 24   |                    |                                |           |        |
| 1995  | 1-ий | 10-те | 28   | 11   | 4    | 13   | 38   | 43   | 37   |                    |                                |           |        |
| 1996  | 1-ий | 10-те | 30   | 18   | 2    | 10   | 77   | 37   | 56   |                    |                                |           |        |
| 1997  | 1-ий | 1-ше  | 24   | 19   | 2    | 3    | 69   | 15   | 59   | Переможець         |                                |           |        |
| 1998  | 1-ий | 8-ме  | 22   | 8    | 3    | 11   | 30   | 28   | 27   |                    |                                |           |        |
| 1999  | 1-ий | 12-те | 22   | 1    | 0    | 21   | 6    | 82   | 3    |                    |                                |           |        |
| 2000  | 1-ий | 7-ме  | 34   | 10   | 3    | 21   | 57   | 83   | 33   |                    |                                |           |        |
| 2001  | 1-ий | 7-ме  | 18   | 4    | 3    | 11   | 16   | 26   | 15   |                    |                                |           |        |
| 2002  | 1-ий | 6-те  | 22   | 12   | 1    | 9    | 41   | 23   | 37   | Фіналіст           |                                |           |        |
| 2003  | 1-ий | 4-те  | 30   | 21   | 5    | 4    | 83   | 22   | 68   | Переможець         |                                |           |        |
| 2004  | 1-ий | 2-ге  | 36   | 26   | 7    | 3    | 89   | 24   | 85   |                    | Назир Різомов                  | 32        |        |
| 2005  | 1-ий | 1-ше  | 18   | 15   | 2    | 1    | 41   | 12   | 47   | Фіналіст           | Ахмат Хамракулов Назир Різомов | 12        |        |
| 2006  | 1-ий | 3-тє  | 22   | 15   | 2    | 5    | 41   | 18   | 47   |                    | Фозіл Сатторов                 | 20        |        |
| 2007  | 1-ий | 3-тє  | 20   | 11   | 4    | 5    | 26   | 16   | 37   |                    |                                |           |        |
| 2008  | 1-ий | 4-те  | 40   | 21   | 3    | 16   | 59   | 46   | 66   |                    |                                |           |        |
| 2009  | 1-ий | 1-ше  | 18   | 15   | 1    | 2    | 44   | 15   | 46   | 1,4 фіналу         | Ахмат Хамракулов Назир Різомов | 12        |        |
| 2010  | 1-ий | 3-тє  | 32   | 16   | 8    | 8    | 42   | 27   | 56   |                    |                                |           |        |
| 2011  | 1-ий | 8-ме  | 40   | 15   | 5    | 20   | 43   | 51   | 50   |                    |                                |           |        |
| 2012  | 1-ий | 6-те  | 24   | 9    | 4    | 11   | 31   | 24   | 31   | 1/16 фіналу        |                                |           |        |
| 2013  | 1-ий | 7-ме  | 18   | 4    | 4    | 10   | 11   | 17   | 16   | 1/2 фіналу         |                                |           |        |
| 2014  | 1-ий | 9-те  | 18   | 4    | 2    | 12   | 12   | 32   | 14   |                    |                                |           |        |
| 2015  | 1-ий | 8-ме  | 18   | 3    | 4    | 11   | 11   | 34   | 13   | 1/4 фіналу         | Мухаммадджон Хассан            | 4         |        |

## Статистика виступів на континентальних турнірах
| Сезон   | Змагання                              | Раунд         | Клуб                  | Вдома | На виїзді | Загалом |
| ------- | ------------------------------------- | ------------- | --------------------- | ----- | --------- | ------- |
| 1997–98 | Кубок володарів кубків Азії з футболу | Перший раунд  | Кайрат                | 0–3   | 1–2       | 1–5     |
| 1998–99 | Кубок чемпіонів Азії                  | Перший раунд  | Нефтчі (Фергана)      | т.п.  |           |         |
| 1998–99 | Кубок чемпіонів Азії                  | Другий раунд  | Копетдаг (Ашгабат)    | 0–1   | 0–5       | 0–6     |
| 2006    | Кубок президента АФК                  | Груповий етап | Дордой-Динамо (Нарин) | 3–0   | 1st       |         |
| 2006    | Кубок президента АФК                  | Груповий етап | Мананг Маршангді Клаб | 1–3   |           |         |
| 2006    | Кубок президента АФК                  | Груповий етап | СК «Ратнам»           | 2–1   |           |         |
| 2006    | Кубок президента АФК                  | 1/2 фіналу    | Татан                 | 3–1   |           |         |
| 2006    | Кубок президента АФК                  | Фінал         | Дордой-Динамо (Нарин) | 1–2   |           |         |
| 2010    | Кубок президента АФК                  | Груповий етап | СК «Реновн»           | 6–0   | 1st       |         |
| 2010    | Кубок президента АФК                  | Груповий етап | КРЛ                   | 1–0   |           |         |
| 2010    | Кубок президента АФК                  | Груповий етап | Нагаворлд             | 3–0   |           |         |
| 2010    | Кубок президента АФК                  | 1/2 фіналу    | Яданарбон             | 0–2   |           |         |

## Відомі гравці
- Нариман Палабуюк
- Мухсин Мухамадієв
- Алімджон Рафіков
- Хакім Файзулов
- Рустам Забіров
- Сергій Арсланов
- Сергій Мандреко
- Володимир Долганов
- Геннадій Ічевський
- Ураз Туракулов
- / Ахмед Енгуразов
- / Умед Алідодов
- / Алієр Ашурмамадов
- / Євгеній Ліферов
- Суннат Хохлов
- Нумон Хакімов
- Аслиддін Хабібуллоєв
- Далер Тухтасанов
- Рустам Усманов
- Мехроб Заурбеков
- Джамолиддін Зардиєв
- Рахматулло Фузайлов
- Олексій Негматов
- Асатулло Нуруллоєв
- Трой Ріді
- Фарход Юлдашев
- / Олександр Азімов
- Елайджа Арі
- Девід Девідсон

## Відомі тренери
- Ураз Туракулов (1997—2008)
- Аслидін Хабібулоєв (2009—2011)
- Салохиддін Гафуров (2011–теперішній час)